# Satyria nitida
Satyria nitida är en ljungväxtart som beskrevs av A. C. Smith. Satyria nitida ingår i släktet Satyria och familjen ljungväxter. Inga underarter finns listade i Catalogue of Life.